# Kreuzzug gegen Bosnien
Der Kreuzzug gegen Bosnien wurde 1235–1241 vom Königreich Ungarn gegen die dualistischen Bogomilen geführt. Es handelte sich aus ungarischer Perspektive, so die heutige Deutung, um einen Eroberungskrieg gegen das Banat Bosnien, nach Auffassung des päpstlichen Stuhls um einen seit längerer Zeit geforderten Kreuzzug gegen Häretiker zur Wiederherstellung der Glaubenseinheit.
Unter Führung von Herzog Koloman gelang es den Invasoren dabei lediglich, Teile des Landes für wenige Jahre zu erobern. Der Feldzug endete abrupt, als das Königreich Ungarn selbst von den Mongolen angegriffen wurde und die Kreuzfahrer dadurch gezwungen waren, sich zurückzuziehen. Die militärische Gewalt und das inquisitorische Vorgehen der Dominikaner in den eroberten Gebieten vertieften das Schisma zwischen dem regionalen Klerus und der katholischen Kirche. Der Kreuzzug trug dadurch zur politischen und kirchlichen Eigenständigkeit des späteren Königreichs Bosnien bei.

## Ursachen und Anlass

Banat Bosnien unter Kulin (um 1180–1204) gegen Ende seiner Herrschaft

Im 12. Jahrhundert nahm der politische Einfluss des ungarischen Hofes in Bosnien zu, besonders unter König Béla II. und seinen Nachfolgern. Mit dem Tod Kaiser Manuels I. Komnenos im Jahr 1180, der als einer der letzten bedeutenden Herrscher von Byzanz gilt, steigerte sich dieser Einfluss weiter. Etwa zu dieser Zeit nahmen auch die Berichte über Häretiker in Bosnien zu – häufig von ungarischen Anklägern vorgebracht und mit Rivalitäten und Machtinteressen verknüpft. Nach den Beschlüssen des Dritten Laterankonzils zur Verfolgung von Häretikern aus dem Jahr 1179 rief der päpstliche Stuhl mehrfach zu innereuropäischen Kreuzzügen auf, dabei auch wiederholt zum Kreuzzug gegen Bosnien.
Zum Ende des 12. Jahrhunderts hin öffnete sich Bosnien unter Ban Kulin für Lehren dualistisch-bogomilischer Ausrichtung, die aus Bulgarien, Serbien und den dalmatischen Städten in das Königreich hineinwirkten. Zwischen 1199 und 1202 wurde Ban Kulin beschuldigt, aus Dalmatien vertriebenen Häretikern Zuflucht zu gewähren. König Vukan Nemanjić von Zeta warf ihm in einem Schreiben an den Papst vor, selbst zum Häretiker geworden zu sein.
Kulin gelang es jedoch durch diplomatisches Geschick, die Gefahr einer drohenden ungarischen Invasion abzuwenden. Eine Einigung mit der Kurie wurde durch Erzbischof Bernard und Erzdiakon Marin von Ragusa sowie den Erzbischof von Split, nachdem er die Häretiker zuvor aus dem Bereich seiner Diözese vertrieben hatte, vermittelt. In der Abschwörung von Bilino Polje erklärten im Jahr 1203 Ban Kulin und führende Vertreter seiner Untertanen, fortan die Riten und Gebräuche der katholischen Kirche zu befolgen. Nach diesen Ereignissen begann die Geschichte einer eigenen Bosnischen Kirche – ob sie häretisch oder schismatisch war, ist in der Forschung umstritten.
In den 1220er Jahren wurden die Vorwürfe, Bosnien beherberge Häretiker, erneuert. Ein päpstlicher Legat besuchte die Region 1221/22, erreichte allerdings wenig. Während des Albigenserkreuzzugs berieten Bischöfe 1223 in Sens, wie sie das Wiedererstarken der Katharer in Südfrankreich aufhalten könnten. Dort wirkte ein Bartholomäus von Carcassonne als Abgesandter eines „katharischen Gegenpapstes“, der seinen Sitz „irgendwo an der Grenze zwischen Bosnien, Kroatien und Dalmatien, in der Nähe Ungarns“ habe.
1225 rief schließlich Papst Honorius III. zum Kreuzzug gegen das Banat Bosnien auf. Das Königreich Ungarn konnte dem Aufruf jedoch aufgrund interner Schwierigkeiten nicht Folge leisten.
1232 erreichte ein Schreiben die römische Kurie, das den katholischen Bischof der bosnischen Diözese beschuldigte, selbst Häretiker zu beherbergen. Zudem wurden ihm mangelnde Bildung, Simonie und die Unkenntnis katholischer Riten und Sakramente vorgeworfen. Am 30. Mai 1233 wurde er von Papst Gregor IX. seines Amtes enthoben und später durch einen deutschen Dominikaner ersetzt: Johannes von Wildeshausen war der erste nicht-slawische Vertreter dieses Amtes. Er hatte sein Ordenskleid direkt vom heiligen Dominikus erhalten und war bereits als Kreuzzugsprediger tätig gewesen. Allgemein war die Entsendung des Dominikanerordens in die Region, die etwa in den 1230er Jahren begann, eng mit den häretischen Vorkommnissen in Bosnien verbunden.

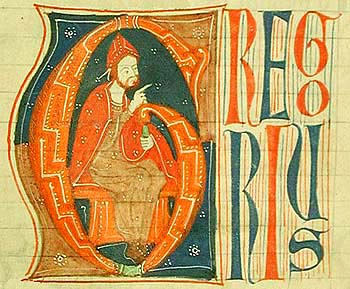
Papst „Gregorius“ in einer Initiale, Universitätsbibliothek Salzburg, M III 97, 122rb, ca. 1270

In der Folge kam es im Land offenbar zu einem Aufruhr – möglicherweise aufgrund des beginnenden Vorgehens der Dominikaner gegen die Häresie. Daher führte 1233 der ungarische Herzog Koloman von Galizien, Sohn König Andreas II. und Bruder König Bélas IV. sowie Fürst von Slawonien, Kroatien und Dalmatien, Krieg in Bosnien. Der bosnische Ban Ninoslav konvertierte daraufhin gemeinsam mit seinem Vetter Prijezda zum Katholizismus, vielleicht um weiteren Schaden von seinem Land abzuwenden, wie Jaroslav Šidak 1975 überlegte. Um die Dauerhaftigkeit dieser Bekehrung zu sichern, überließ Prijezda den Dominikanern seinen Sohn als Geisel.
Doch Papst Gregor ließ sich dadurch nicht beschwichtigen, warf Ninoslav die Rückkehr zu „alter Täuschung“ vor und rief 1234 erneut zum Kreuzzug auf. Diesmal reagierten die Ungarn bereitwillig, denn der Kreuzzug diente ihnen als willkommener Vorwand, um ihren Herrschaftsanspruch in Bosnien durchzusetzen.

## Verlauf
Zwischen dem 14. und 17. Oktober 1234 sandte Papst Gregor IX. sechs Briefe an Herzog Koloman, den bosnischen Bischof und an Fürsten, die er als potenzielle Kreuzfahrer ansah und denen er Sündenablass versprach. Er übertrug Koloman die Durchführung der Militäraktion und stellte ihn mitsamt seinen Anhängern unter den Schutz des Heiligen Stuhls. In den Papstbriefen wurden weder Feinde noch das Angriffsziel ausdrücklich erwähnt. Lediglich der bosnische Bischof wurde informiert, dass sich der Kreuzzug gegen Bosnien richten würde.
Die Kämpfe begannen 1235, doch die Armee der Kreuzfahrer erreichte das eigentliche Territorium Bosniens erst drei Jahre später. In Slawonien und der schwierig zu erobernden Bergregion zwischen dem Fluss Sava und der Grenze des Banates Bosnien lebten wahrscheinlich zahlreiche Häretiker, die in den Augen der Kreuzfahrer zuerst unterworfen werden mussten. 1236 stellte sich der bosnische Adel mit vereinten Kräften den Invasoren entgegen. In den Augen des Papstes war dieser „mit dem Makel ketzerischer Bosheit infiziert“. Gregor IX. konnte lediglich auf die Unterstützung des Fürsten Sibislav von Usora bauen, den er als guten Katholiken und „Lilie unter Unkraut“ lobte. Die Kampfhandlungen wurden 1237 und 1238 fortgesetzt.
Johannes von Wildeshausen wurde unterdessen, wahrscheinlich auf seine wiederholte Bitte hin, durch den Papst vom Bischofsamt entbunden. Sein Nachfolger wurde der ungarische Dominikaner Ponsa, der kurz nach seiner Einsetzung den Kreuzzug als Erfolg vermeldete. 1239 wurde Ponsa als Bischof des Domkapitels von St. Peter bezeichnet, das sich in Vrhbosna, dem heutigen Sarajevo, befand. Zugleich wies der Papst Bischof Ponsa und Herzog Koloman erneut an, die bosnischen Häretiker zu verfolgen. Entsprechend führten die Dominikaner eine strenge Form des Glaubenskampfes gegen bosnische Christen ein, und wandten bisweilen auch den Scheiterhaufen an.

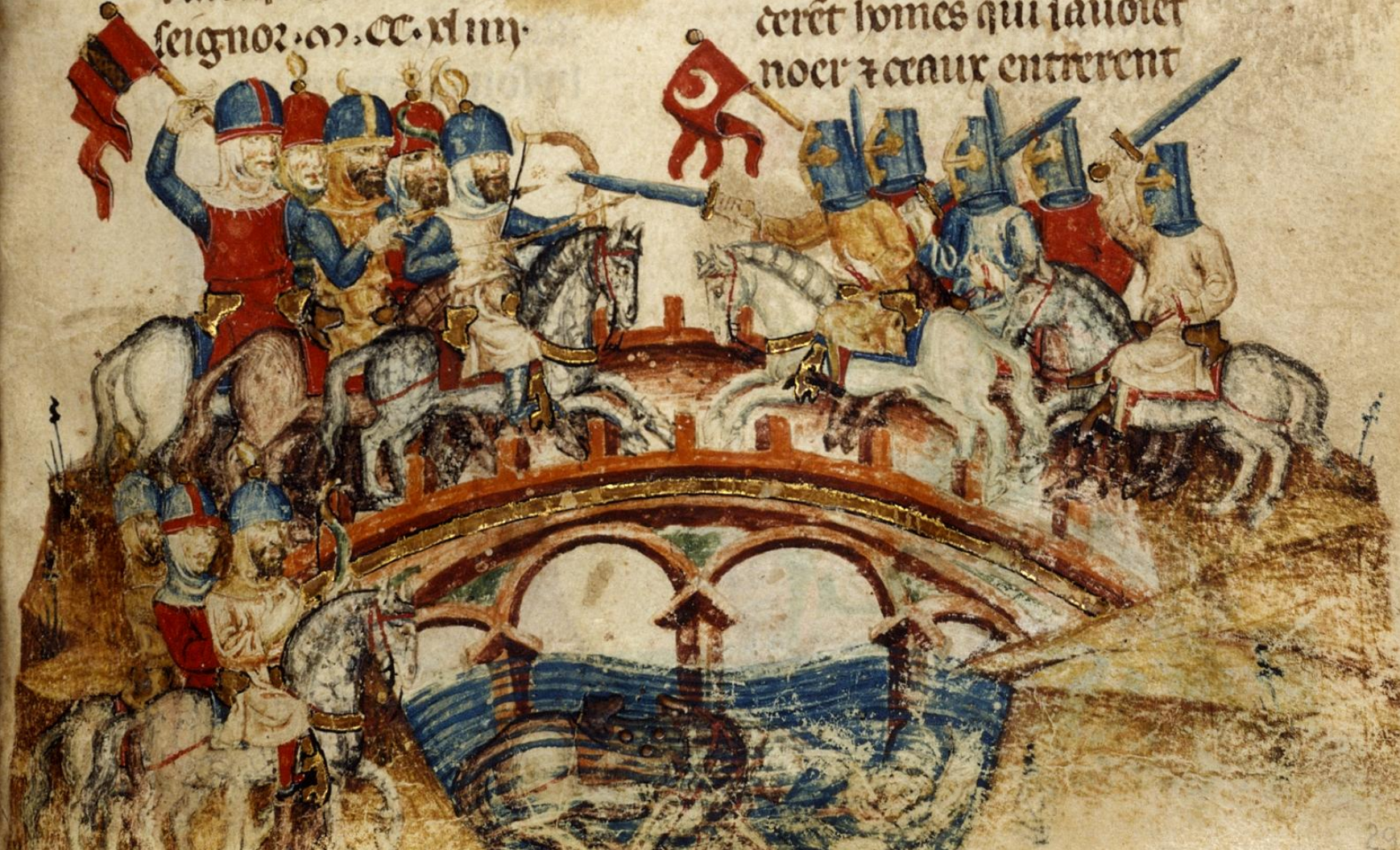
Schlacht von Muhi zwischen Mongolen und Ungarn, spätmittelalterliche künstlerische Darstellung um 1350–1374

Den Kreuzfahrern gelang es letztlich nicht, das Banat Bosnien vollständig zu erobern. Der zentrale Teil des Landes leistete weiterhin Widerstand – ein maßgeblicher Faktor dafür waren die gleichgerichteten Interessen der adligen Oberschicht und der unter Ban Kulin erstarkten Bosnischen Kirche, die sich gegen äußere Interventionen und die von Rom und Ungarn geförderten Rekatholisierungsbestrebungen richteten. Dieses massive Zweckbündnis äußerte sich in einem nationalen Widerstandswillen. Schließlich wandte sich auch Ban Ninoslav erneut der Häresie zu.
1241 rettete die mongolische Invasion Europas Bosnien, denn nach der Unterwerfung und Verwüstung der Kiewer Rus griffen die Mongolen Ungarn an. Um der Bedrohung ihrer Heimat zu begegnen, waren die Kreuzfahrer gezwungen, sich aus Bosnien zurückzuziehen. Am 11. April 1241 wurde in der Schlacht bei Muhi eine große ungarische Armee von den Mongolen dezimiert. Unter den Getöteten befand sich auch Herzog Koloman. Die Mongolen verfolgten nun den ungarischen König Béla IV., der der Schlacht bei Muhi entkommen war. Sie setzten über die Donau nach Slawonien und zogen bis an die kroatische Adriaküste, wohin Béla geflohen war. Nach Kampfhandlungen in Dalmatien bei Split und Šibenik wandten sich die Mongolen im Frühjahr 1242 nach Bosnien und Serbien, in Richtung Montenegro und letztlich Bulgarien. Ban Ninoslav konnte im Anschluss seine Kontrolle über den Großteil des Landes wiederherstellen. Bosnien gewann dadurch seine Eigenständigkeit, wie sie vor dem Kreuzzug bestanden hatte, de facto zurück – musste sich de jure allerdings noch 1254 in eine Anerkennung der ungarischen Oberhoheit fügen.

## Folgen
Die Gefahr neuer Kreuzzüge blieb weiter bestehen. Mitte der 1240er Jahre rief Papst Innozenz IV. das Königreich Ungarn tatsächlich erneut zum Kreuzzug gegen Bosnien auf. Die katholische Kirche des Landes befand sich in einem „chaotischen und teuflischen Zustand“ und war der „Häresie verfallen“. Doch gelang es Ban Ninoslav, der behauptete, er habe lediglich mit den Häresie kooperiert, um die ungarische Invasion abzuwehren, den Papst zu einer Untersuchung der Umstände durch einen Vertreter der Franziskaner zu bewegen. Anschließend bemühten sich die Ungarn auf diplomatischem Wege, ihre Machtinteressen durchzusetzen, denn militärisch waren sie dazu nicht mehr in der Lage.
Die Bosnier standen den Ungarn nun noch feindseliger gegenüber als vor dem Feldzug. Dieser Hass blieb ein einflussreicher Faktor in der Politik. Der Antagonismus zwischen dem regionalen Klerus und Rom wurde durch die päpstlich sanktionierte Gewalt des Kreuzzugs vertieft. Der Katholizismus verlor für lange Zeit den Rückhalt in der Bevölkerung. Somit förderte der Kreuzzug die Ausbildung einer unabhängigen bosnischen Kirchenorganisation, insbesondere in der zweiten Hälfte des 13. Jahrhunderts.
Diese allerdings erst ab den 1320er Jahren belegbare, christliche Bosnische Kirche blieb ein prägender Faktor in der weiteren Entwicklung Bosniens, wobei ihre genaue Rolle und Lehre bis heute diskutiert werden – auch, ob sie von Bogomilen beeinflusst war. Besondere Brisanz erhält die Debatte dadurch, dass vielfach behauptet wurde, die heutigen Bosniaken (bosnischen Muslime) wären direkte Nachfahren der Bogomilen. Dies bestärkt die Vorstellung einer möglichst weit zurückreichenden Kontinuität ihrer nationalen Identität. John Fine stellte 2007 dazu fest: „Und obwohl Historiker häufig die Bosnische Kirche heranzogen, um die Islamisierung Bosniens [in der Folge der Eroberung durch das Osmanische Reich 1463] zu erläutern, ist es zutreffender, dieses Phänomen durch die Abwesenheit einer starken katholischen, orthodoxen oder auch bosnischen Kirchenorganisation zu erklären.“